# Ibou Badji
Ibou Dianko Badji (Dakar, 13 de outubro de 2002) é um jogador senegalês de basquete profissional que atualmente joga no Portland Trail Blazers da National Basketball Association (NBA).
Antes de chegar a NBA, ele jogou pelo FC Barcelona B e Força Lleida na Espanha e pelo Wisconsin Herd da G-League.

## Início da vida e carreira
Em 2017, Badji treinou na NBA Academy Africa em Saly, Senegal, onde emergiu como um dos melhores jogadores em sua faixa etária. Quando completou 15 anos, ele tinha cerca de 2,16 m com uma envergadura de 2,29 m.
Em 27 de dezembro de 2018, Badji assinou com o Barcelona e começou a jogar nas categorias de base.

## Carreira profissional

### Barcelona (2019–2021)
Para se preparar para a temporada de 2019-20, Badji treinou com o time titular do Barcelona. Ele passou grande parte da temporada jogando pelo Barcelona B, time reserva do clube, na LEB Plata. Em 26 de outubro de 2019, Badji teve o recorde da temporada de 12 pontos, nove rebotes e cinco bloqueios na vitória por 86-77 sobre Prat. Em 18 de janeiro de 2020, ele registrou oito pontos e oito bloqueios, o melhor da temporada, na vitória por 88-80 sobre Prat.

### Força Lleida (2021–2022)
Em 4 de outubro de 2021, Badji assinou com a Força Lleida da LEB Oro.

### Wisconsin Herd (2022)
Depois de não ter sido selecionado no draft da NBA de 2022, Badji assinou um contrato com o Wisconsin Herd.

### Portland Trail Blazers (2022–Presente)
Em 18 de novembro de 2022, o Portland Trail Blazers anunciou que havia assinado um contrato de mão dupla com Badji. Em 7 de março de 2023, ele foi submetido a uma cirurgia no joelho esquerdo e ficou afastado por pelo menos oito semanas.

## Carreira na Seleção
Badji representou a Seleção Senegalesa na Copa do Mundo Sub-19 de 2019 em Heraklion, Grécia. Ele teve médias de 6,9 pontos, 5,1 rebotes e 3,1 bloqueios, ficando em segundo lugar no torneio, e seu time terminou na 15ª colocação.